# Arlette Halff
Arlette Halff (Parigi, 16 aprile 1908 – Neuilly-sur-Seine, 1º giugno 2007) è stata una tennista francese.

## Biografia
Giunse in finale nel doppio femminile degli Open di Francia nel 1938 in coppia con Nelly Landry, dove perse contro Simonne Mathieu e Billie Yorke per un doppio 6-3.
Nel singolo partecipò a numerosi tornei giungendo ai quarti di finale alle Internazionali di Francia del 1939 dove venne eliminata dalla polacca Jadwiga Jędrzejowska per 2 set ad uno (6-4, 2-6, 4-6).